# Gare de Gand-Dampoort
La gare de Gand-Dampoort (en néerlandais : station Gent-Dampoort) est une gare ferroviaire belge de la ligne 58, de Gand à Eeklo, située au carrefour de Dampoort, à proximité du centre de la ville de Gand, dans la province de Flandre-Orientale en Région flamande. Deuxième gare de la ville, après celle de Gand-Saint-Pierre, il faut 15 minutes pour rejoindre à pied le centre-ville.
Elle est mise en service en 1861 par la Compagnie du chemin de fer d'Eecloo à Gand. C'est une gare de la Société nationale des chemins de fer belges (SNCB) desservie par des trains InterCity (IC), Suburbains (S) (S51 et S53) et d'Heure de pointe (P).

## Situation ferroviaire
Établie à 8 mètres d'altitude, la gare de Gand-Dampoort est située au point kilométrique (PK) 3,200 de la ligne 58, de Gand à Eeklo, entre les gares ouvertes de Gentbrugge et de Wondelgem. Gare de bifurcation, elle est l'aboutissement de la ligne 59, d'Anvers à Gand-Dampoort après la gare ouverte de Beervelde.
Les lignes et la gare sont sur un remblai, la ligne 58 n'est électrifiée que de Gand (Y Nord Ledeberg, BK 0) à Gand-Dampoort, et la ligne 59 est électrifiée sur tout son parcours.

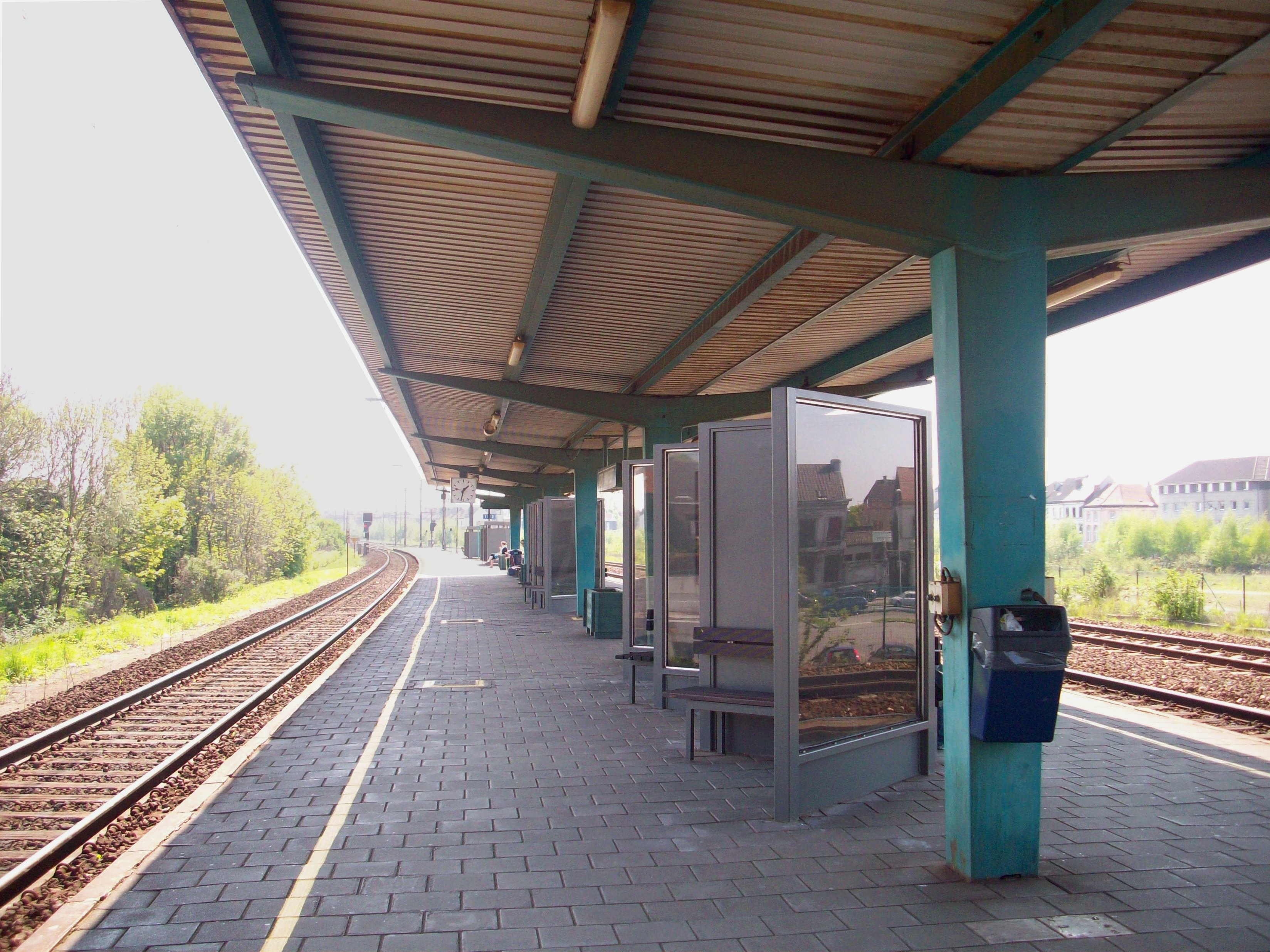
Voies et quai central.

## Histoire
La station de Gand (Eecloo) est mise en service par la Compagnie du chemin de fer d'Eecloo à Gand, lorsqu'elle ouvre à l'exploitation son chemin de fer de Gand à Eecloo le 25 juin 1861. 
Cette gare était à l'origine en impasse et située tout près de la gare, également en impasse, du Chemin de fer d'Anvers à Gand (Gand-Waes) à écartement de 1 151 mm. L’État belge relia les lignes entre-elles, construisit le viaduc de la porte d'Anvers et désaffecta la gare de Gand-Waes au profit de celle d'Eeklo qui devient une gare de passage, reliée au reste du réseau. 
L'ancien bâtiment de Gand-Eeklo a été conservé au pied du viaduc en briques, servant de gare jusqu'en 1973. 
En 1973, la SNCB met en service un nouveau bâtiment voyageurs sur les plans des architectes Dirk Servaes et Johan Beyne.
Le 4 novembre 2005, un nouveau train (P) direct pour les gares de Bruxelles est mis en service afin de désengorger la gare de Gand-Saint-Pierre.
En 2008, la SNCB-Holding investit 315 000 euros pour la remise en état et la modernisation du bâtiment voyageurs. L'aménagement intérieur est revu afin d'être plus accueillant et pratique pour les voyageurs.

## Service des voyageurs

### Accueil
Gare SNCB, elle dispose d'un bâtiment voyageurs, avec guichet, ouvert tous les jours et d'automates pour l'achat de titres de transport. Des aménagements, équipements et services sont disponibles pour les personnes à la mobilité réduite. Elle est notamment équipée de consignes automatiques pour les bagages, un buffet est installé en gare.

### Desserte
Gand-Dampoort est desservie par des trains InterCity (IC), Suburbains (S) et d'Heure de pointe (P) de la Société nationale des chemins de fer belges (SNCB) qui effectuent des missions sur la ligne non électrifiée 58 (Gand - Eeklo) et sur la ligne 59 (Gand - Anvers) (voir brochures SNCB).

#### Semaine
Les jours ouvrables, la desserte comprend cinq dessertes cadencées toutes les heures et quelques trains supplémentaires :
- des trains IC-02 entre Anvers-Central et Ostende ;
- des trains IC-04 reliant Anvers-Central à Courtrai, qui continuent ensuite vers Poperinge ou Lille-Flandres ;
- des trains IC-28 entre Anvers-Central et La Panne via Lichtervelde ;
- des trains S51 entre Renaix et Eeklo ;
- des trains S53 entre Gand-Saint-Pierre et Lokeren ;
- un unique train P de Saint-Nicolas à Schaerbeek le matin et de Schaerbeek à Saint-Nicolas l'après-midi (ce train est le seul passant par Gentbrugge qui ne dessert pas Gand-Saint-Pierre car il emprunte un raccordement vers Merelbeke) ;
- un train S51 supplémentaire Gand-Saint-Pierre et Eeklo (le matin) et un autre dans le même sens l’après-midi ;

#### Week-ends et jours fériés
Gand-Dampoort possède quatre dessertes cadencées chaque heure :
- des trains IC-02 entre Anvers-Central et Ostende ;
- des trains IC-04 reliant Anvers-Central à Courtrai, qui continuent ensuite vers Poperinge ou Lille-Flandres ;
- des trains S51 entre Renaix et Eeklo ;
- des trains S53 entre Gand-Saint-Pierre et Anvers-Central.

Durant les vacances d'été, en semaine comme le week-end, se rajoutent trois paires de trains Touristiques (ICT) reliant Anvers-Central à Blankenberge (le matin) et effectuant le trajet inverse en fin de journée.

### Intermodalité
Un parc pour les vélos et des parkings pour les véhicules y sont aménagés. Des bus (lignes 3, 17, 18 38 et 39) desservent la gare. Un point de location de vélos Blue-bike est disponible en gare.

## Comptage voyageurs
Ce graphique et tableau montre le nombre de voyageurs embarquant en moyenne durant la semaine, le samedi et le dimanche.
| Nombre de passagers qui embarquent à la gare de Gand-Dampoort | Nombre de passagers qui embarquent à la gare de Gand-Dampoort | Nombre de passagers qui embarquent à la gare de Gand-Dampoort | Nombre de passagers qui embarquent à la gare de Gand-Dampoort |
|                                                               | Semaine                                                       | Samedi                                                        | Dimanche                                                      |
| ------------------------------------------------------------- | ------------------------------------------------------------- | ------------------------------------------------------------- | ------------------------------------------------------------- |
| 1977                                                          | 1 753                                                         | 363                                                           | 636                                                           |
| 1978                                                          | 2 257                                                         | 477                                                           | 338                                                           |
| 1979                                                          | 2 427                                                         | 483                                                           | 405                                                           |
| 1980                                                          | 2 843                                                         | 458                                                           | 413                                                           |
| 1981                                                          | 3 399                                                         | 790                                                           | 756                                                           |
| 1982                                                          | 3 238                                                         | 895                                                           | 855                                                           |
| 1983                                                          | 3 392                                                         | 901                                                           | 807                                                           |
| 1984                                                          | 3 016                                                         | 746                                                           | 631                                                           |
| 1985                                                          | 3 026                                                         | 787                                                           | 690                                                           |
| 1986                                                          | 3 086                                                         | 802                                                           | 651                                                           |
| 1987                                                          | 2 714                                                         | 697                                                           | 607                                                           |
| 1988                                                          | 3 217                                                         | 974                                                           | 814                                                           |
| 1989                                                          | 2 615                                                         | 509                                                           | 640                                                           |
| 1990                                                          | 2 585                                                         | 669                                                           | 655                                                           |
| 1991                                                          | 3 289                                                         | 716                                                           | 714                                                           |
| 1992                                                          | 2 552                                                         | 689                                                           | 621                                                           |
| 1993                                                          | 2 853                                                         | 984                                                           | 824                                                           |
| 1994                                                          | 3 087                                                         | 836                                                           | 303                                                           |
| 1995                                                          | 2 638                                                         | 827                                                           | 768                                                           |
| 1996                                                          | 3 057                                                         | 972                                                           | 867                                                           |
| 1997                                                          | 2 927                                                         | 1 037                                                         | 1 042                                                         |
| 1998                                                          | 4 079                                                         | 1 238                                                         | 930                                                           |
| 1999                                                          | 3 484                                                         | 1 552                                                         | 1 102                                                         |
| 2000                                                          | 3 564                                                         | 1 531                                                         | 1 324                                                         |
| 2001                                                          | 3 556                                                         | 1 361                                                         | 961                                                           |
| 2002                                                          | 3 734                                                         | 1 616                                                         | 2 296                                                         |
| 2003                                                          | 5 008                                                         | 2 012                                                         | 1 554                                                         |
| 2004                                                          | 4 533                                                         | 2 031                                                         | 1 842                                                         |
| 2005                                                          | 5 037                                                         | 2 444                                                         | 1 908                                                         |
| 2006                                                          | 5 056                                                         | 2 258                                                         | 2 106                                                         |
| 2007                                                          | 5 133                                                         | 2 118                                                         | 1 968                                                         |
| 2008                                                          | -                                                             | -                                                             | -                                                             |
| 2009                                                          | 5 363                                                         | 2 283                                                         | 1 890                                                         |
| 2010                                                          | -                                                             | -                                                             | -                                                             |
| 2011                                                          | -                                                             | -                                                             | -                                                             |
| 2012                                                          | 5 977                                                         | 2 404                                                         | 1 946                                                         |
| 2013                                                          | 5 816                                                         | 2 545                                                         | 1 781                                                         |
| 2014                                                          | 5 231                                                         | 2 433                                                         | 1 953                                                         |
| 2015                                                          | 5 104                                                         | 1 307                                                         | 1 093                                                         |
| 2016                                                          | 4 876                                                         | 2 250                                                         | 2 004                                                         |
| 2017                                                          | 5 181                                                         | 1 819                                                         | 1 584                                                         |
| 2018                                                          | 5 699                                                         | 2 454                                                         | 1 883                                                         |
| 2019                                                          | 6 312                                                         | 2 174                                                         | 1 811                                                         |
| 2020                                                          | 4 183                                                         | 1 516                                                         | 1 271                                                         |
| 2021                                                          | -                                                             | -                                                             | -                                                             |
| 2022                                                          | 5 632                                                         | 3 154                                                         | 2 876                                                         |
| 2023                                                          | 4 960                                                         | 2 969                                                         | 2 812                                                         |
| 2024                                                          | 6 103                                                         | 3 428                                                         | 2 979                                                         |

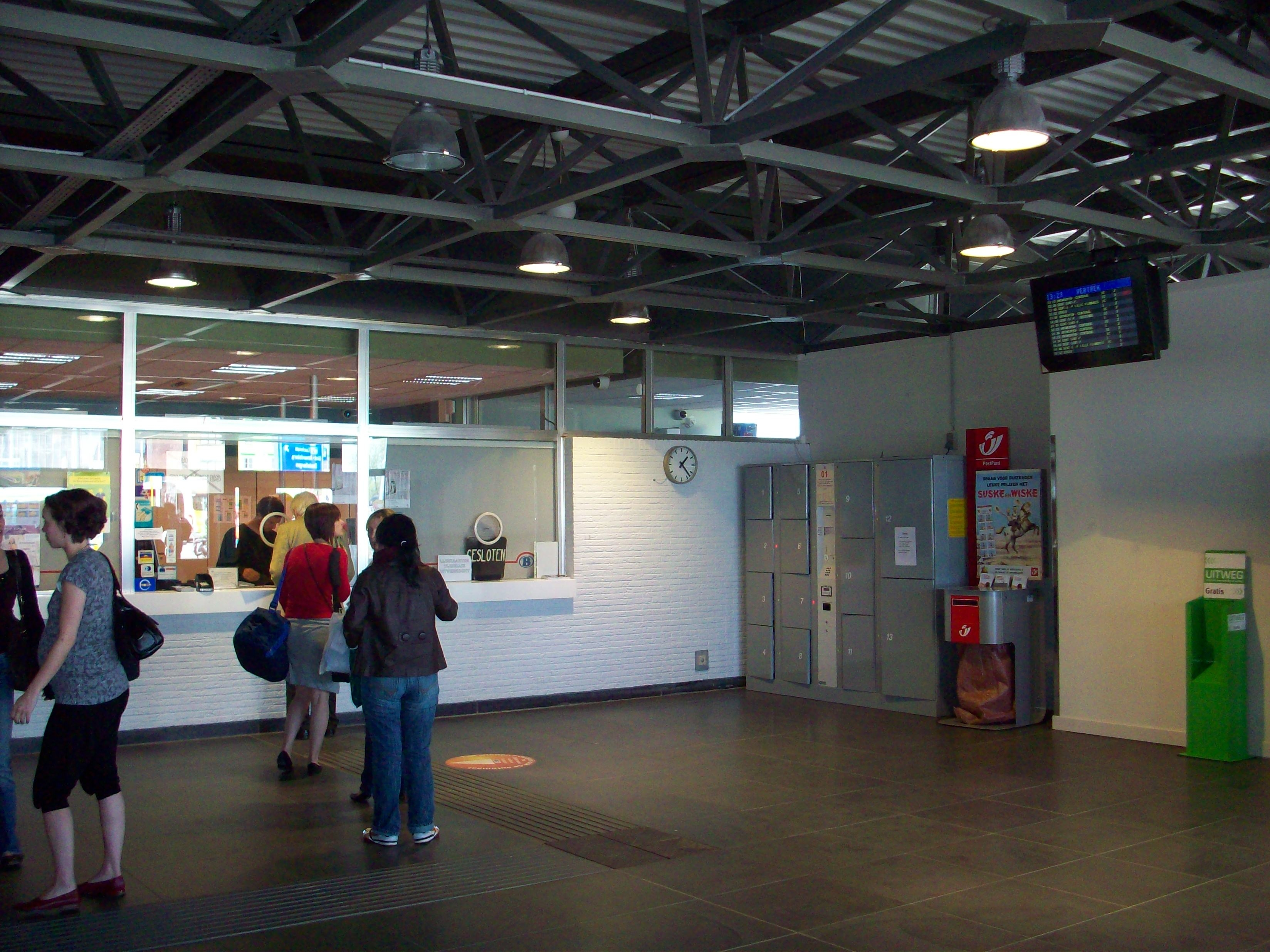
Hall et guichets.
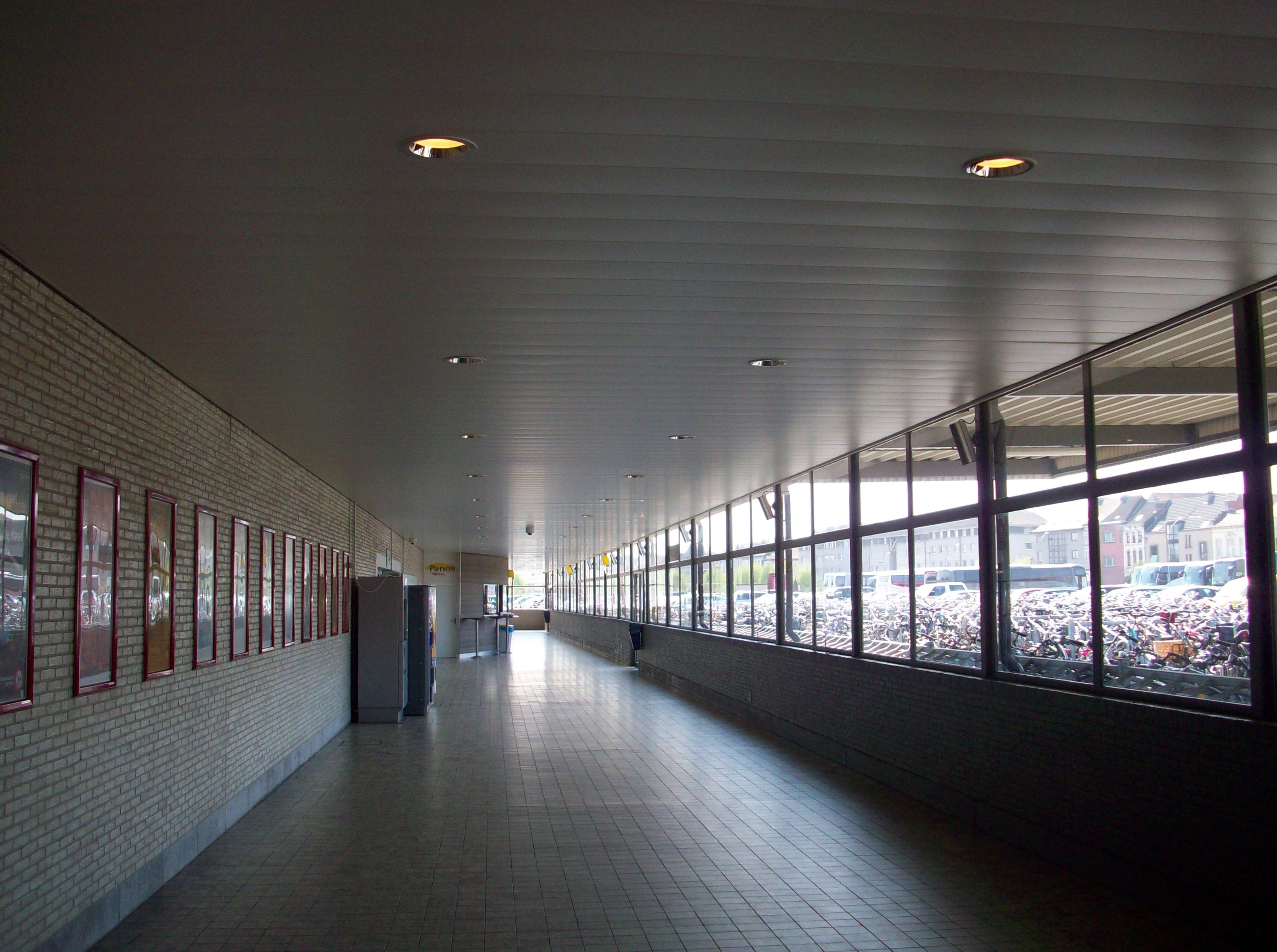
Galerie couverte.